# J'aime les filles (album)
Pour les articles homonymes, voir J'aime les filles.
Singles de Jacques Dutronc
Les Cactus
(Février 1967) La Publicité
(1967)
J'aime les filles est le quatrième EP du chanteur français Jacques Dutronc, sorti en avril 1967 sur le label Vogue.
La chanson s'est écoulée à plus de 100 000 exemplaires en France.

## Titres
| 1. | J'aime les filles              | 3:00 |
| 2. | J'ai tout lu, tout vu, tout bu | 1:54 |

| 1. | L'Idole (je n'en peux plus) | 2:45 |
| 2. | Les petites annonces        | 2:45 |

## Classements hebdomadaires
| Classement      | Meilleure position |
| --------------- | ------------------ |
| Espagne         | 19                 |
| Région flamande | 15                 |
| France (IFOP)   | 6                  |
| Wallonie        | 5                  |

## Jukebox
- J'aime les filles
- L'idole